# Хардијев зглоб
Хардијев зглоб или кардан гума је флексибилна спојница која повезује мењач мотора са полуосовинама или карданом. Хардијев зглоб се прави од флексибилне вештачке гуме и омогућава шетање и аксијално померање излазног вратила ради смањења вибрација.